# Cheat Codes/Diskografie
Diese Diskografie ist eine Übersicht über die musikalischen Werke des US-amerikanischen EDM-Trios Cheat Codes. Den Schallplattenauszeichnungen zufolge hat es bisher mehr als 8,7 Millionen Tonträger verkauft, davon alleine in seiner Heimat über zwei Millionen. Seine erfolgreichste Veröffentlichung ist die Single No Promises mit über 2,6 Millionen verkauften Einheiten.

## Alben

### Studioalben
| Jahr | Titel              | Anmerkungen                |
| ---- | ------------------ | -------------------------- |
| 2021 | Hellraisers, Pt. 1 | Erstveröffentlichung: 2021 |
| 2021 | Hellraisers, Pt. 2 | Erstveröffentlichung: 2021 |
| 2022 | Hellraisers, Pt. 3 | Erstveröffentlichung: 2022 |

### EPs
- 2018: Level 1
- 2019: Level 2

## Singles

### Als Leadmusiker
| Jahr | Titel Album                            | Höchstplatzierung, Gesamtwochen, AuszeichnungChartplatzierungen (Jahr, Titel, Album, Platzierungen, Wochen, Auszeichnungen, Anmerkungen) | Höchstplatzierung, Gesamtwochen, AuszeichnungChartplatzierungen (Jahr, Titel, Album, Platzierungen, Wochen, Auszeichnungen, Anmerkungen) | Höchstplatzierung, Gesamtwochen, AuszeichnungChartplatzierungen (Jahr, Titel, Album, Platzierungen, Wochen, Auszeichnungen, Anmerkungen) | Höchstplatzierung, Gesamtwochen, AuszeichnungChartplatzierungen (Jahr, Titel, Album, Platzierungen, Wochen, Auszeichnungen, Anmerkungen) | Höchstplatzierung, Gesamtwochen, AuszeichnungChartplatzierungen (Jahr, Titel, Album, Platzierungen, Wochen, Auszeichnungen, Anmerkungen) | Höchstplatzierung, Gesamtwochen, AuszeichnungChartplatzierungen (Jahr, Titel, Album, Platzierungen, Wochen, Auszeichnungen, Anmerkungen) | Anmerkungen                                                                            |
| Jahr | Titel Album                            | DE | AT | CH | UK | US | Dance | Anmerkungen                                                                            |
| ---- | -------------------------------------- | --- | --- | --- | --- | --- | --- | -------------------------------------------------------------------------------------- |
| 2016 | Sex –                                  | DE14 ×3Dreifachgold · (29 Wo.)DE | AT19 (24 Wo.)AT | CH27 (22 Wo.)CH | UK9 Platin · (24 Wo.)UK | US— GoldUS | Dance10 (26 Wo.)Dance | Erstveröffentlichung: 19. Februar 2016 mit Kris Kross Amsterdam; Verkäufe: + 2.315.833 |
| 2016 | Can’t Fight It –                       | — | — | — | — | — | Dance48 (1 Wo.)Dance | Erstveröffentlichung: 17. Juni 2016 mit Quintino                                       |
| 2016 | Let Me Hold You (Turn Me On) –         | DE49 Gold · (16 Wo.)DE | AT47 (9 Wo.)AT | CH40 (16 Wo.)CH | UK36 Gold · (17 Wo.)UK | — | Dance14 (22 Wo.)Dance | Erstveröffentlichung: 1. Juli 2016 mit Dante Klein; Verkäufe: + 945.000                |
| 2016 | Queen Elizabeth –                      | — | — | — | — | — | Dance49 (1 Wo.)Dance | Erstveröffentlichung: 4. November 2016                                                 |
| 2017 | No Promises –                          | DE40 Gold · (23 Wo.)DE | AT40 (20 Wo.)AT | CH41 (22 Wo.)CH | UK18 Platin · (22 Wo.)UK | US38 Platin · (23 Wo.)US | Dance2 (52 Wo.)Dance | Erstveröffentlichung: 31. März 2017 feat. Demi Lovato; Verkäufe: + 2.695.000           |
| 2017 | Stay with You –                        | — | — | — | — | — | Dance35 (5 Wo.)Dance | Erstveröffentlichung: 26. Mai 2017 mit CADE                                            |
| 2017 | Sober –                                | — | — | — | — | — | Dance41 (3 Wo.)Dance | Erstveröffentlichung: 28. Juli 2017 mit Nicky Romero                                   |
| 2017 | Feels Great –                          | — | — | — | — | US— GoldUS | Dance9 (26 Wo.)Dance | Erstveröffentlichung: 13. Oktober 2017 feat. Fetty Wap & CVBZ; Verkäufe: + 530.000     |
| 2018 | Balenciaga Level 1                     | — | — | — | — | — | Dance41 (1 Wo.)Dance | Erstveröffentlichung: 4. Mai 2018                                                      |
| 2018 | I Love It Level 1                      | — | — | — | — | — | Dance40 (3 Wo.)Dance | Erstveröffentlichung: 18. Mai 2018 mit Dvbbs                                           |
| 2018 | Only You LM5 (Deluxe Edition)          | — | — | — | UK13 Platin · (15 Wo.)UK | — | Dance15 (20 Wo.)Dance | Erstveröffentlichung: 22. Juni 2018 mit Little Mix; Verkäufe: + 695.000                |
| 2018 | Home –                                 | — | — | — | — | — | Dance38 (1 Wo.)Dance | Erstveröffentlichung: 12. Oktober 2018                                                 |
| 2018 | Feeling of Falling –                   | — | — | — | — | — | Dance23 (4 Wo.)Dance | Erstveröffentlichung: 30. November 2018 mit Kim Petras                                 |
| 2019 | Who’s Got Your Love Level 2            | — | — | — | — | — | Dance25 (1 Wo.)Dance | Erstveröffentlichung: 15. März 2019 mit Daniel Blume                                   |
| 2020 | Stay Hellraisers, Pt. 1                | — | — | — | — | — | Dance19 (1 Wo.)Dance | Erstveröffentlichung: 7. Oktober 2020 mit Bryce Vine                                   |
| 2020 | Washed Up Hellraisers, Pt. 1           | — | — | — | — | — | Dance37 (1 Wo.)Dance | Erstveröffentlichung: 4. November 2020                                                 |
| 2021 | No Chill Hellraisers, Pt. 1            | — | — | — | — | — | Dance2 (52 Wo.)Dance | Erstveröffentlichung: 6. Januar 2021 feat. Lil Xxel                                    |
| 2021 | Hate You + Love You Hellraisers, Pt. 1 | — | — | — | — | — | Dance35 (5 Wo.)Dance | Erstveröffentlichung: 2021 feat. AJ Mitchell                                           |
| 2021 | Lean on Me Hellraisers, Pt. 1          | — | — | — | — | — | Dance41 (3 Wo.)Dance | Erstveröffentlichung: 2021 feat. Tinashe                                               |
| 2021 | Ghost Story Hellraisers, Pt. 2         | — | — | — | — | — | Dance9 (26 Wo.)Dance | Erstveröffentlichung: 10. September 2021 mit All Time Low                              |
| 2022 | Back Again Hellraisers, Pt. 3          | — | — | — | — | — | Dance47 (1 Wo.)Dance | Erstveröffentlichung: 2022 mit Loote & Emma Luv                                        |

Weitere Singles
| - 2015: Visions - 2015: Adventure (mit Evan Gartner) - 2015: Senses (feat. Lostboycrow) - 2015: Follow You - 2015: Please Don’t Go - 2016: Say Goodbye - 2016: Runaway - 2016: Fed Up (mit LVNDSCAPE) - 2018: Put Me Back Together (feat. Kiiara) - 2018: NSFW (mit Danny Quest) - 2019: Ferrari (feat. Afrojack) - 2019: Be the One (feat. Kaskade) - 2019: I Feel Ya (mit Danny Quest & Ina Wroldsen) - 2019: All of My Life (feat. Trixxie) - 2019: Highway (mit Sofía Reyes & Willy William) - 2020: No Service In The Hills (feat. Trippie Redd & blackbear) - 2020: On My Life | - 2020: Heaven - 2020: No Time (mit Dvbbs feat. Wiz Khalifa & Prince$$ Rosie) - 2020: Between Our Hearts (feat. Cxloe) - 2020: Do It All Over (feat. Marc E. Bass) - 2020: I Just Wanna (mit Felix Jaehn feat. Bow Anderson) - 2021: That Feeling (mit Danny Quest feat. Hayley May) - 2021: Never Love You Again (mit Little Big Town & Bryn Christopher) - 2021: All Things $ Can D (mit Travis Barker & Tove Styrke) - 2021: Hurricane (mit Grey and Tyson Ritter) - 2021: How Do You Love (mit Lee Brice & Lindsay Ell) - 2021: Lucky (mit Quarterhead and Kiddo) - 2022: Running (mit Martin Jensen & Teresa Rex) - 2022: Memory (mit Space Primates feat. Gashi) - 2022: Payback (feat. Icona Pop) - 2022: Afraid of Love (mit Stondon Massey) - 2022: Tell Me You Love Me |

### Als Gastmusiker
| Jahr | Titel Album            | Höchstplatzierung, Gesamtwochen, AuszeichnungChartplatzierungen (Jahr, Titel, Album, Platzierungen, Wochen, Auszeichnungen, Anmerkungen) | Höchstplatzierung, Gesamtwochen, AuszeichnungChartplatzierungen (Jahr, Titel, Album, Platzierungen, Wochen, Auszeichnungen, Anmerkungen) | Höchstplatzierung, Gesamtwochen, AuszeichnungChartplatzierungen (Jahr, Titel, Album, Platzierungen, Wochen, Auszeichnungen, Anmerkungen) | Höchstplatzierung, Gesamtwochen, AuszeichnungChartplatzierungen (Jahr, Titel, Album, Platzierungen, Wochen, Auszeichnungen, Anmerkungen) | Höchstplatzierung, Gesamtwochen, AuszeichnungChartplatzierungen (Jahr, Titel, Album, Platzierungen, Wochen, Auszeichnungen, Anmerkungen) | Höchstplatzierung, Gesamtwochen, AuszeichnungChartplatzierungen (Jahr, Titel, Album, Platzierungen, Wochen, Auszeichnungen, Anmerkungen) | Anmerkungen                                                                                                  |
| Jahr | Titel Album            | DE | AT | CH | UK | US | Dance | Anmerkungen                                                                                                  |
| ---- | ---------------------- | --- | --- | --- | --- | --- | --- | --- |
| 2015 | Hold On –              | — | — | — | — | — | Dance47 (1 Wo.)Dance | Erstveröffentlichung: 28. September 2015 Moguai feat. Cheat Codes                                            |
| 2016 | Shed a Light Uncovered | DE6 Platin · (23 Wo.)DE | AT7 Gold · (21 Wo.)AT | CH19 (25 Wo.)CH | UK24 Gold · (16 Wo.)UK | — | Dance11 (20 Wo.)Dance | Erstveröffentlichung: 25. November 2016 Robin Schulz & David Guetta feat. Cheat Codes; Verkäufe: + 1.332.666 |

Weitere Gastbeiträge
- 2015: Monsters Are Everywhere (The Seige feat. Cheat Codes)

## Remixe
| - Justin Bieber – Love Yourself - Zella Day – High - BØRNS – Electric Love - Kelly Clarkson – Second Wind - JP Cooper – Party - FRANKIE – New Obsession - Syn Cole feat. Madame Buttons – The Daze - Olly Murs – You Don’t Know Love - Broods – Heartlines - Niall Horan – This Town - Bebe Rexha – I Got You - AJR – Weak - MØ – Nights with You | - Maggie Lindemann (mit CADE) – Pretty Girl - Katy Perry feat. Nicki Minaj – Swish Swish - Dagny (mit CADE) – Wearing Nothing - Rita Ora – Your Song - Lauv – I Like Me Better - Thirty Seconds to Mars – Dangerous Night - Tom Walker – Leave a Light On - Sean Paul & David Guetta feat. Becky G – Mad Love - U2 – Love Is Bigger Than Anything in Its Way - Steve Aoki feat. BTS – Waste It on Me - Sam Smith & Normani – Dancing with a Stranger - Ed Sheeran feat. Camila Cabello & Cardi B – South of the Border |

## Sonderveröffentlichungen
| Jahr | Titel Album      | Anmerkungen                                                         |
| ---- | ---------------- | ------------------------------------------------------------------- |
| 2019 | Live Forever LP1 | Erstveröffentlichung: 5. Dezember 2019 Liam Payne feat. Cheat Codes |

## Statistik

### Chartauswertung
|                       | DE    | AT    | CH    | UK    | US    | Dance        |
| --------------------- | ----- | ----- | ----- | ----- | ----- | ------------ |
| Nummer-eins-Singles   | DE—DE | AT—AT | CH—CH | UK—UK | US—US | Dance—Dance  |
| Top-10-Singles        | DE1DE | AT1AT | CH—CH | UK1UK | US—US | Dance5Dance  |
| Singles in den Charts | DE4DE | AT4AT | CH4CH | UK5UK | US1US | Dance23Dance |

### Auszeichnungen für Musikverkäufe
| Goldene Schallplatte - Belgien - 2016: für die Single Sex - 2017: für die Single No Promises - Dänemark - 2017: für die Single Shed a Light - Frankreich - 2017: für die Single Shed a Light - 2025: für die Single No Promises - Mexiko - 2020: für die Single Only You - Neuseeland - 2017: für die Single Let Me Hold You (Turn Me On) - Polen - 2019: für die Single Only You - 2021: für die Single Shed a Light - Spanien - 2016: für die Single Sex - 2017: für die Single Shed a Light - 2025: für die Single No Promises | Platin-Schallplatte - Australien - 2018: für die Single Feels Great - 2022: für die Single Let Me Hold You (Turn Me On) - Brasilien - 2021: für die Single Only You - 2024: für die Single Sex - Dänemark - 2017: für die Single Let Me Hold You (Turn Me On) - 2019: für die Single No Promises - Frankreich - 2017: für die Single Sex - Italien - 2016: für die Single Sex - 2017: für die Single Let Me Hold You (Turn Me On) - 2017: für die Single No Promises - Kanada - 2021: für die Single Shed a Light - Neuseeland - 2017: für die Single Sex - 2018: für die Single Shed a Light - 2018: für die Single Feels Great - Norwegen - 2016: für die Single Let Me Hold You (Turn Me On) - Polen - 2022: für die Single No Promises - Portugal - 2018: für die Single No Promises | 2× Platin-Schallplatte - Australien - 2018: für die Single Shed a Light - 2022: für die Single Sex - Dänemark - 2017: für die Single Sex - Neuseeland - 2020: für die Single No Promises - Italien - 2018: für die Single Shed a Light - Kanada - 2018: für die Single No Promises - Norwegen - 2020: für die Single No Promises - Schweden - 2016: für die Single Let Me Hold You (Turn Me On) 3× Platin-Schallplatte - Australien - 2019: für die Single No Promises - Norwegen - 2016: für die Single Sex 4× Platin-Schallplatte - Schweden - 2016: für die Single Sex |

Anmerkung: Auszeichnungen in Ländern aus den Charttabellen bzw. Chartboxen sind in ebendiesen zu finden.
| Land/RegionAuszeichnungen für Musikverkäufe (Land/Region, Auszeichnungen, Verkäufe, Quellen) | Gold       | Platin       | Verkäufe  | Quellen              |
| -------------------------------------------------------------------------------------------- | ---------- | ------------ | --------- | -------------------- |
| Australien (ARIA)                                                                            | —          | 9× Platin9   | 630.000   | aria.com.au          |
| Belgien (BRMA)                                                                               | 2× Gold2   | —            | 30.000    | ultratop.be          |
| Brasilien (PMB)                                                                              | —          | 2× Platin2   | 100.000   | pro-musicabr.org.br  |
| Dänemark (IFPI)                                                                              | Gold1      | 4× Platin4   | 285.000   | ifpi.dk              |
| Deutschland (BVMI)                                                                           | 3× Gold3   | 2× Platin2   | 1.400.000 | musikindustrie.de    |
| Frankreich (SNEP)                                                                            | 2× Gold2   | Platin1      | 299.999   | snepmusique.com      |
| Italien (FIMI)                                                                               | —          | 5× Platin5   | 250.000   | fimi.it              |
| Kanada (MC)                                                                                  | —          | 3× Platin3   | 240.000   | musiccanada.com      |
| Mexiko (AMPROFON)                                                                            | Gold1      | —            | 30.000    | amprofon.com.mx      |
| Neuseeland (RMNZ)                                                                            | Gold1      | 5× Platin5   | 165.000   | radioscope.co.nz     |
| Norwegen (IFPI)                                                                              | —          | 6× Platin6   | 280.000   | ifpi.no              |
| Österreich (IFPI)                                                                            | Gold1      | —            | 15.000    | ifpi.at              |
| Polen (ZPAV)                                                                                 | 2× Gold2   | Platin1      | 85.000    | olis.pl              |
| Portugal (AFP)                                                                               | —          | Platin1      | 10.000    | Einzelnachweise      |
| Schweden (IFPI)                                                                              | —          | 6× Platin6   | 240.000   | sverigetopplistan.se |
| Spanien (Promusicae)                                                                         | 3× Gold3   | —            | 70.000    | elportaldemusica.es  |
| Vereinigte Staaten (RIAA)                                                                    | 2× Gold2   | Platin1      | 2.000.000 | riaa.com             |
| Vereinigtes Königreich (BPI)                                                                 | 2× Gold2   | 3× Platin3   | 2.615.000 | bpi.co.uk            |
| Insgesamt                                                                                    | 20× Gold20 | 49× Platin49 |           |                      |